# La Coyota
La Coyota är en ort i Mexiko.   Den ligger i kommunen Maravatío och delstaten Michoacán de Ocampo, i den sydöstra delen av landet, 130 km väster om huvudstaden Mexico City. La Coyota ligger 2 132 meter över havet och antalet invånare är 282.
Terrängen runt La Coyota är varierad. Runt La Coyota är det ganska tätbefolkat, med 96 invånare per kvadratkilometer. Närmaste större samhälle är Maravatío, 12,4 km väster om La Coyota. I omgivningarna runt La Coyota växer huvudsakligen savannskog.